# 四国薬業
四国薬業株式会社（しこくやくぎょう）は、株式会社よんやくと中澤氏家薬業株式会社の持株会社。

## 概説
武田薬品工業を筆頭取引にしている、四国の医薬品等の卸売りを行っている株式会社よんやくと中澤氏家薬業株式会社の2社が、2004年（平成16年）9月24日に共同株式移転による経営統合を行い、持ち株会社として四国薬業株式会社を設立した。

## 沿革
- 2004年 1月 - 株式会社よんやくと中澤氏家薬業株式会社が、株式移転による経営統合について取締役会で決議。
- 2004年2月13日 - 株式会社クラヤ三星堂、株式会社よんやく、中澤氏家薬業株式会社が、業務・資本提携の基本合意。
- 2004年10月1日 - 株式会社よんやく、中澤氏家薬業株式会社が、共同株式移転を行い、完全親会社（事業持株会社）として四国薬業株式会社を設立。
- 2009年 9月 - 本店を香川県高松市林町1183番から愛媛県伊予郡砥部町八倉に移転

## 備考
- 設立時に「よんやく」と「中澤氏家薬業」の全株式は「四国薬業」の株式と交換。

## 株式会社よんやく と 中澤氏家薬業株式会社の将来的統合によって
- 事業内容・・・・ 医薬品、検査試薬、医療用機器、食品、農薬等の販売
- 売上高・・・・・ 59,005百万円(よんやく)+ 41,639百万円(中澤氏家薬業)= 100,644百万円
- 経常利益・・・・ 537百万円(よんやく)+  692百万円 (中澤氏家薬業)= 1,229百万円
- 設立年月日・・・ 昭和24年6月18日(よんやく)・昭和24年12月28日 (中澤氏家薬業)
- 本店所在地 ・・・愛媛県伊予郡砥部町八倉83番地(よんやく)・高知市大津乙1842番地1(中澤氏家薬業)
- 資本金・・・・・ 119,000千円(よんやく)+47,811千円(中澤氏家薬業)=166,811千円
- 従業員数(社員)・ 517名(よんやく)+398名(中澤氏家薬業)=915名